# برجدورف (سويسرا)
برجدورف (بالألمانية: Burgdorf) هي واحدة من بلديات كانتون برن في سويسرا.

## المدن التوأمة
مدن Epesses، برجدورف (سويسرا) و سان بيليغرينو تيرمي هي مدن توأمة لـبرجدورف (سويسرا).

## أعلام
- آلان بيرغر
- باسكال بيرغر
- فيرنر نيوهاوس
- كريستين براند
- ليزا ديلا كاسا
- غوتليب جاكوب كون
- فريتز هوفمان